# Анатолій Мартиновський
Анатолій (цивільне ім'я Августин Васильович Мартиновський; 1793, М'ясківка, Ольгопільський повіт, Подільська губернія — 8 серпня 1872) — український релігійний та освітній діяч, духовний письменник. Магістр Київської духовної академії. Ректор Курської та Новгородської духовних семінарій.

## Біографія
Августин Васильович Мартиновський народився в 1793 році в Ольгопільському повіті Подільської губернії в сім'ї колишнього священика-грекокатолика, який прийняв православ'я за п'ять років до народження сина.
Початкову освіту отримав у Шаргородському духовному училищі, потім, в 1801 році вступив до Кам'янець-Подільської семінарії, в якій двадцять років потому став викладачем.
15 грудня 1817 р. висвячений на священика. Овдовівши, 5 травня 1822 р. прийняв чернечий постриг, а 12 жовтня наступного року поступив на вище відділення Київської духовної академії, яку закінчив 11 грудня 1825 р., а ще два роки потому отримав ступінь магістра.
18 травня 1829 р. зайняв посаду ректора Курської семінарії, а 7 червня був возведений у сан архімандрита і призначений настоятелем Рильського Миколаївського монастиря.
14 квітня 1832 р. архімандрит Анатолій призначений ректором Новгородської семінарії, а з 29 квітня відправлений у Антоніїв монастир міста Новгорода на посаду настоятеля.
4 серпня 1840 р. був хіротонізований на єпископа Єкатеринбурзького, вікарія Пермської єпархії.
З 10 червня 1841 — єпископ Острозький, вікарій Волинської єпархії. За три роки залишає Україну, 22 листопада 1844 р. призначений на Могильовську і Мстиславську кафедру, а 19 квітня 1853 р. отримав сан архієпископа — постійно проживає у Білорусі. У місті Могильові архієпископ Анатолій влаштував училище для дівчат духовного звання, сприяв заснуванню церковних шкіл, вів співбесіди з прихильниками РПСЦ.
Відомо його «Послание к почетнейшим мнимым старообрядцам Спасовой Гомельской слободы», надруковане в «Християнському Читанні» в 1855 році. Проти римо-католиків архієпископ Анатолій написав твір «Про відносини римської церкви до інших християнських церков і до всього людського роду» (Санкт-Петербург, 1857), під псевдонімом «Овдій Востоков».
17 липня 1860 р. архієпископ Анатолій був звільнений на спочинок із перебуванням у Гербовецькому Успенському монастирі, де помер 8 серпня 1872 р.